# 바부르 아얌
바부르 아얌(인도네시아어: Bubur ayam)은 인도네시아의 닭고기 죽이다. 닭고기를 잘게 썰어 넣은 쌀죽에 다진 파, 튀긴 샬롯, 셀러리, 둥차이, 튀긴 콩, 차크웨(유탸오), 간장을 넣어 만들며 간혹 노란 닭고기 육수와 크루푹을 얹은 것을 결들인다.